# ذباب فاكهة البحر المتوسط
ذباب فاكهة البحر المتوسط أو ذباب ثمار البحر المتوسط أو خَرَشَة الثمار أو ذبابة البحر المتوسط أو ذبابة البرتقال أو ذبابة الفواكه (الإسم العلمي:Ceratitis capitata)، هو أحد أنواع الحشرات، يتبع فيلق ذباب الفاكهة من رتيبة القصيرات القرن من رتبة الذوات الجناحين، وهي حشرة تتلف الفاكهة والجوز والخضراوات. وتهاجم أكثر من 200 نوع من الفاكهة والخضراوات المزروعة. وهي تعتبر آفة خطيرة في أفريقيا وأستراليا الغربية وهاواي وبرمودا وجامايكا. ذبابة فاكهة البحر المتوسط أصغر قليلاً من الذبابة المنزلية المعروفة. وعلى جناحيها بقع برتقالية مصفرة.